# Bina Rly Colony
Bina Rly Colony é uma vila no distrito de Sagar, no estado indiano de Madhya Pradesh.

## Demografia
Segundo o censo de 2001, Bina Rly Colony tinha uma população de 7219 habitantes. Os indivíduos do sexo masculino constituem 53% da população e os do sexo feminino 47%. Bina Rly Colony tem uma taxa de literacia de 82%, superior à média nacional de 59,5%; a literacia no sexo masculino é de 88% e no sexo feminino é de 75%. 9% da população está abaixo dos 6 anos de idade.